# Nacaome
Nacaome is een gemeente (gemeentecode 1701) en hoofdstad van het departement Valle in Honduras. De stad ligt aan de Pan-Amerikaanse Snelweg. De gemeente grenst aan de Golf van Fonseca.

## Geschiedenis
In dit gebied was er een strijd tussen twee inheemse groepen, de Chaparrastique en de Cholula (naar deze laatste groep verwijst de naam van het departement Choluteca). Zij besloten echter de strijd te staken, en een gemeenschappelijk dorp te bouwen op de grens van hun leefgebieden. Zij gaven dit dorp de naam Nacaome, opgebouwd uit de woorden naca ("vlees") en ome ("één"). Hiermee wilden ze aangeven dat ze vanaf dat moment van één vlees, van één ras waren.
Zij bouwden het dorp aan een rivier die toen Chapulapa heette. Later is de naam van de rivier veranderd, en kreeg het ook de naam Nacaome.
In 1480 kwamen de eerste Spanjaarden in het dorp aan. In 1535 vestigden zij zich daar definitief. Ze bouwden een kerk, en riepen de plaats uit tot gemeente. Aan het begin van de 18e eeuw heette het dorp San José de Nacaom. In die tijd stond er een klooster, dat geleid werd door de frater Juan Carbajal.
In 1847 werd er in Nacaome een verdrag getekend door Honduras, El Salvador en Nicaragua om tot een unie van deze landen te komen, de Dieta de Nacaome. Dit verdrag had echter weinig succes.
In 2005 is de stad zwaar getroffen door de orkaan Stan.

## Economie
Vanwege de ligging aan de Pan-Amerikaanse Snelweg tussen El Salvador en Nicaragua vindt er in Nacaome veel handel plaats. Aan de kust worden garnalen gekweekt en wordt zout gewonnen. Vanuit de gemeente worden veel meloenen geëxporteerd. Verder worden er maïs en bonen geteeld.

## Bevolking
De bevolking is als volgt verdeeld:
| Vrouwen | 30.608 | 51,6% |
| Mannen  | 28.683 | 48,4% |

## Dorpen
De gemeente bestaat uit tien dorpen (aldea), waarvan de grootste qua inwoneraantal: Nacaome (code 170101), El Rosario (170103) en San Rafael (170110).

## Klimaat

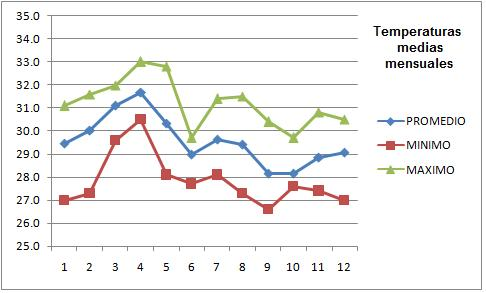
Gemiddelde maandelijkse temperaturen in Nacaome, 1951–1993

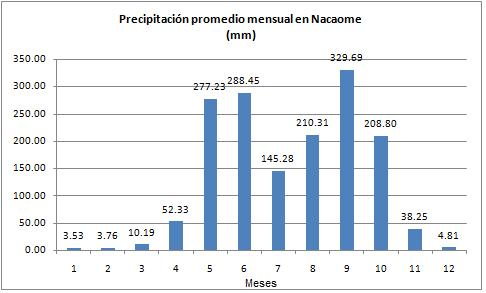
Gemiddelde maandelijkse regenval in Nacaome, 1951–1993

Nacaome heeft een warm, tropisch klimaat. Het regenseizoen loopt van mei tot oktober. De jaarlijkse regenval bedraagt gemiddeld 1574,28 mm, met tudden 1951 en 1993 een geregistreerd minimum van 1084,7 mm en een maximum van 2557,00 mm. De relatieve luchtvochtigheid ligt tussen de 60 en 80%, de hoogste waarden worden bereikt tijdens het regenseizoen.